# 岡崎統合事務センター
岡崎統合事務センター（おかざきとうごうじむセンター、英: Okazaki administration center）は、大学共同利用機関法人自然科学研究機構を構成する5つの大学共同利用機関のうち、愛知県岡崎市に所在する基礎生物学研究所、生理学研究所及び分子科学研究所の3機関と生命創成探究センター並びにその他の施設の事務を統合的に司る事務組織である。

## 概要

### 所在地
基礎生物学研究所、生理学研究所及び分子科学研究所の3機関と生命創成探究センター並びにその他の施設は、主に明大寺キャンパス（岡崎市明大寺町字西郷中38、名鉄東岡崎駅から徒歩約7分）及び山手キャンパス（岡崎市明大寺町字東山5-1、同じく名鉄バスで約10分）の2つのキャンパスに分かれて立地しており、岡崎統合事務センターは明大寺キャンパスに所在する。

### 業務内容
基礎生物学研究所、生理学研究所及び分子科学研究所の3機関と生命創成探究センター並びにその他の施設に係る総務、研究支援、財務及び施設等に関する事務を統合的・集中的に行うために、総務部に総務課及び国際研究協力課、また、財務部に財務課、調達課及び施設課を置き、事務系及び施設系職員が各研究所の研究教育職員及び技術職員等と連携を図りながら、最先端の研究を推進するための事務的な支援を行っている。

## 沿革
- 1975年 分子科学研究所管理部として設置。
- 1977年 分子科学研究所管理部を改組し，分子科学研究所管理局となる。生物科学総合研究機構（基礎生物学研究所・生理学研究所）の設置に伴い事務を併せて処理することとなる。
- 1981年 分子科学研究所と生物科学総合研究機構（基礎生物学研究所・生理学研究所）が統合化され，岡崎国立共同研究機構として一体的運営となることに伴い，分子科学研究所管理局は，岡崎国立共同研究機構管理局となる。
- 2004年 大学共同利用機関法人自然科学研究機構の創設に伴い，基礎生物学研究所，生理学研究所，分子科学研究所は，国立天文台，核融合科学研究所とともに同機構の傘下となる。岡崎国立共同研究機構管理局は，自然科学研究機構岡崎３機関共通の研究施設及び組織等として岡崎統合事務センターとなる。

## 機関（研究所）

### 基礎生物学研究所
生物現象の本質を分子細胞レベルで解明することを目的とした，基礎生物学分野における日本の中核的な研究所。国家事業であるナショナルバイオリソースプロジェクトのメダカ分野を担当している。また，東京大学を含む旧7帝大との連携による，災害に強い生命科学研究を実現するための，全国の大学・研究機関での研究に不可欠な生物遺伝資源をバックアップする「大学連携バイオバックアッププロジェクト（IBBP）」の中核機関。

### 生理学研究所
人体・脳の働きとそのメカニズムを解明することを目的とした，人体基礎生理学分野における日本の中核的な研究所。国家事業であるナショナルバイオリソースプロジェクトのニホンザル分野を担当している。

### 分子科学研究所
物質の基礎である分子の構造とその機能に関する実験的研究並びに理論的研究を行うとともに，化学と物理学の境界にある分子科学の研究を推進するための中核的な研究所。全国の大学が実験機器を相互利用するプロジェクトである大学連携研究設備ネットワークの全国事務局が置かれている。

## センター

### 生命創成探究センター
岡崎統合バイオサイエンスセンターを中核とし，新分野創成センターのブレインサイエンス研究分野とイメージングサイエンス研究分野を統合して2018年4月に設置された自然科学研究機構直轄のセンター。「生きているとは何か？」という人類の根源的な問いの解明に向けて，生命の仕組みを観察する新たな技術を開発するとともに，蓄積されていく多様な情報の中に隠されている意味を読み解き，さらに合成・構成的アプローチを通じて生命の基本情報の重要性を検証する活動を行っている。

## その他の施設

### 岡崎共通研究施設

#### 計算科学研究センター
我が国唯一の分子科学計算のための共同利用基盤センター。分子科学計算に加えて分子科学―生物の境界領域に展開を図る。岡崎３研究所はもちろん，国内外の分子科学研究者，バイオサイエンス研究者に対して大学等では処理が困難な大規模な計算処理環境を提供する共同利用施設としての基盤強化を目指す。

#### 動物実験センター
実験動物の飼養保管と供給，系統の保存と，動物実験の指導及び条件整備等を行うセンター。研究環境の一層の充実を図る。

#### アイソトープ実験センター
非密封アイソトープ使用施設の管理・運営を集約し，3研究所に属する研究者および共同利用研究者のアイソトープ使用者に対して適正な使用と廃棄の指導を行い，使用の効率化と安全の徹底を図る。

### 岡崎共通施設

#### 岡崎情報図書館
3研究所の図書，雑誌等を収集・整理・保存し，機構の職員，共同利用研究者等の利用に供している。ライブラリーカードによる24時間利用が可能。

#### 岡崎コンファレンスセンター
学術の国際的及び国内的交流を図り，3研究所の研究・教育の進展に資するとともに，社会との連携・交流に寄与することを目的とした施設。大会議室200名，中会議室120名，小会議室（2室）各50名の利用が可能。

#### 共同利用研究者宿泊施設
日本全国及び世界各国の大学や研究機関から共同利用研究等のために訪れる研究者のための宿泊施設として三島ロッジ（個室62，夫婦室10，家族室20）及び明大寺ロッジ（個室14，家族室3）がある。

### その他

#### さくら保育園
研究と子育ての両立を支援するために設立された機構内託児施設。研究者のスムーズな研究現場への復帰を支援している。対象年齢：生後57日 - 満3歳に達する年度まで。定員：13名。利用対象者：3研究所に常時研究等に従事する職員，来訪研究員，大学院生。開園日：8:00 - 19:00（最大延長20:00）。保育形態：常時保育，一時保育

#### 食堂
明大寺キャンパス内の職員会館1階にある。

#### 売店
明大寺キャンパス内の職員会館2階にある。